# 趙巧雲
趙 巧雲（ちょう こううん、1110年 - ?）は、北宋の徽宗の第16皇女（夭逝を除いて第8皇女）。

## 経歴
永嘉郡君喬氏（後に才人となった。喬貴妃とは別人）の娘として生まれた。大観4年（1110年）春に生まれ、7月8日に顕福公主の位を授けられた。政和3年（1113年）閏4月、顕福帝姫の位を改授された。宣和7年（1125年）8月、顕徳帝姫を再授され、劉文彦に降嫁した。
靖康の変後、金に連行され、金の天会6年（1128年）8月に洗衣院に下された。以後の動静は不明であるが、『三朝北盟会編』（1162年完成）によると、同書の頃までに金で没していたという。

## 伝記資料
- 『靖康稗史箋證』
- 『皇第十六女特封顕福公主制』
- 『顕福公主特改封顕福帝姫制』
- 『三朝北盟会編』